# 有沢遼
有沢 遼（ありさわ りょう、3月7日 - ）は、日本の漫画家。新潟県阿賀野市（旧水原町）出身。血液型はB型。
1988年、『なかよしデラックス』（講談社）秋の号に掲載の「あなたにうつりたい」でデビュー。
主に『なかよし』（講談社）などで活動後、『ハーレクイン』（ハーレクイン社）で執筆している。代表作は『迷子のドルフィン』など。

## 作品リスト
- 二人だけのヒミツ（『なかよし』、講談社）
- 花園のヒ・ミ・ツ（『なかよし』）
- カーテンコール!（『なかよし』）
- 笑顔のシグナル（『なかよし』）
- 迷子のドルフィン（『なかよし』）
- 上手な夢のかなえかた（『るんるん』、講談社）
- 夏色のグラデーション（『なかよし』）
- 恋愛向上委員会 ジューシーフルーツ（『なかよし』）
- ふたりの六週間（ハーレクインコミックス、ハーレクイン社）
- オアシスの奇跡（ハーレクインコミックス）
- 愛と名誉にかけて（ハーレクインコミックス）
- シンデレラの嘆き（原作：ルーシー・モンロー、ハーレクインコミックス）
- 愛されない娘（原作：ミシェル・ダグラス、ハーレクインコミックス）